# Sorry for Your Loss
Sorry for Your Loss es una serie dramática estadounidense creada por Kit Steinkellner que se estrenó el 18 de septiembre de 2018 en Facebook Watch. La serie sigue a una joven viuda y su familia, mientras lucha por hacer frente a la muerte inesperada de su esposo y está protagonizada por Elizabeth Olsen, Kelly Marie Tran, Jovan Adepo, Mamoudou Athie y Janet McTeer. El 13 de diciembre de 2018, se anunció que la serie había sido renovada para una segunda temporada, que se estrenó el 1 de octubre de 2019. El 16 de enero de 2020, Facebook Watch canceló la serie después de dos temporadas.

## Sinopsis
Leigh Shaw, una joven viuda que se ve obligada a revaluar su vida y sus relaciones tras la muerte de su marido.

## Reparto y personajes

### Principales
- Elizabeth Olsen como Leigh Shaw, escritora y mujer recientemente enviudada. Tras la muerte de su marido, deja su trabajo escribiendo una columna de consejos para el sitio web Basically News y se muda con su madre y su hermana. Actualmente trabaja como instructora en el gimnasio de su madre, Beautiful Beast.
- Kelly Marie Tran como Jules Shaw, un alcohólico en recuperación y hermana adoptiva de Leigh[4] que también trabaja en Beautiful Beast.
- Jovan Adepo como Danny Greer, el hermano de Matt con quien Leigh siempre ha tenido una relación enconada.
- Mamoudou Athie como Matt Greer, profesor de inglés de secundaria y difunto esposo de Leigh que tenía aspiraciones de convertirse en dibujante de cómics.
- Janet McTeer como Amy Shaw, la madre de Leigh y Jules que posee y dirige su propio gimnasio, Beautiful Beast.
- Zack Robidas como Drew Burmester (temporada 1 recurrente, temporada 2 principal), el editor del sitio web, Basically News, donde Leigh tenía su columna de consejos, y el mejor amigo de Leigh. Espera para contarle a Leigh sobre su compromiso con su novio Ryan, ya que se comprometieron justo después de la muerte de Matt.

### Recurrentes
- Aisha Alfa como Claire, una mujer que lidera el grupo de consejería de duelo al que asiste Leigh.
- Lyndon Smith como Lacey, instructora de Beautiful Beast que tiene una relación difícil con Jules.
- B. K. Cannon como Frankie, un amigo cercano de Leigh que se distanció tras la muerte de Matt.
- Don McManus como Richard, el padre de Jules y Leigh y el exmarido de Amy. Se vuelve a conectar con Amy después de haber estado divorciado durante más de veinte años.
- Carmen Cusack como Sabrina, la esposa de Richard con quien tiene problemas matrimoniales. Ella se vuelve más cercana a Jules cuando los dos se conectan sobre su lucha compartida con el alcoholismo.
- Ryan Reilly como Ryan, el prometido de Drew que fue atrapado coqueteando con otro hombre a través de un mensaje de texto, lo que provocó una ruptura en su relación. La pareja se comprometió después de la muerte de Matt después de darse cuenta de la brevedad de la vida.
- Lauren Robertson como Becca Urwin, una nueva miembro del grupo de consejería de duelo cuyo esposo murió mientras servía en el ejército estadounidense en Afganistán. Ella es nueva en Los Ángeles e intenta hacerse amiga de Leigh después de creer que podrían tener mucho en común, pero es rechazada de inmediato. Ella y Leigh finalmente se conectan durante una visita a un spa donde revela que ha estado haciendo una fachada para complacer a otras personas al mentir sobre su relación con su difunto esposo.
- LisaGay Hamilton como Bobby Greer, la madre de Matt y Danny.
- Briana Venskus como Tommy, la novia de Jules.

### Invitados

#### Introducidos en la temporada 1
- Poorna Jagannathan como la psiquiatra de Matt, una psiquiatra que aconseja a Matt durante su depresión.
- Vic Chao como Joe Tsang, editor de Flatland Ave Comics, un editor de cómics que decide publicar el cómic de Matt.
- Alexander Koch como Nicholas "El Schwab" Schwaback, un excompañero de clase de Leigh de la escuela secundaria que estaba enamorado de Amy.
- Jack De Sena como el amigo de la universidad de Ryan, un hombre con el que Jules coquetea en la boda de Drew y Ryan.
- Daniel Vincent Gordh como Mike, el hermano de Ryan.
- Luke Kirby como Tripp, el dueño del Palms Club Hotel que tiene una breve aventura con Leigh cuando se queda en el hotel.

#### Introducidos en la temporada 2
- Cleopatra Coleman como Simone, una mujer con la que Danny pasa el día.

## Temporadas
| Temporada | Temporada | Episodios | Episodios | Emisión original          | Emisión original         |
| Temporada | Temporada | Episodios | Episodios | Primera emisión           | Última emisión           |
| --------- | --------- | --------- | --------- | ------------------------- | ------------------------ |
|           | 1         | 10        | 10        | 2018 de septiembre del 18 | 2018 de octubre del 9    |
|           | 2         | 10        | 10        | 2019 de octubre del 1     | 2019 de noviembre del 19 |

## Episodios

### Temporada 1 (2018)
| N.º en serie | N.º en temp. | Título                         | Dirigido por   | Escrito por                                            | Fecha de emisión original |
| --- | ------------ | ------------------------------ | -------------- | ------------------------------------------------------ | ------------------------- |
| 1 | 1            | «One Fun Thing»                | James Ponsoldt | Kit Steinkellner                                       | 18 de septiembre de 2018  |
| Durante una reunión del grupo de asesoramiento sobre el duelo, la columnista de consejos Leigh Shaw se sincera sobre la reciente muerte de su esposo Matt. Después de dar una clase de gimnasia, Leigh habla con su hermana Jules, quien le pide que recoja algo de ropa del apartamento de ella y Matt. Leigh intenta ir pero no puede atravesar la puerta principal. Más tarde, se encuentra con su amigo y editor de la columna Drew para almorzar. Él intenta convencerla de que vuelva a escribir su columna, que dejó después de la muerte de Matt, y ella acepta considerarla. En otra reunión de consejería, Leigh se encuentra con el hermano de Matt, Danny. Mientras están sentados en su automóvil, se involucran en una discusión sobre quién ha sufrido la mayor pérdida con la muerte de Matt. En un flashback, Leigh y Matt se dirigen a la casa de Amy y son recibidos por Jules, quien se apresura a mostrarles tarjetas de collage que Amy ha hecho. De vuelta en su apartamento, Leigh le pide ayuda a Matt con una respuesta que está escribiendo para su columna de consejos. Algún tiempo después, Leigh se despierta en su sofá y se da cuenta de que Matt aún no está en casa. Ella se va a buscarlo y finalmente lo encuentra en su auto al costado de la carretera. |              |                                |                |                                                        |                           |
| 2 | 2            | «Keep, Toss, Give Away»        | James Ponsoldt | Kit Steinkellner                                       | 18 de septiembre de 2018  |
| Leigh regresa al apartamento que compartía con Matt. Recluta a Jules y a su madre para que la ayuden a limpiar el apartamento. Las cosas se complican cuando el hermano de Matt, Danny, llega para reclamar algunas de las posesiones de Matt. Danny y Leigh pelean por el cómic en el que Matt estaba trabajando. Al darse cuenta de que tal vez no conocía a Matt tan bien como pensaba, Leigh finalmente decide entregarle el libro a Danny. |              |                                |                |                                                        |                           |
| 3 | 3            | «Jackie O. and Courtney Love»  | Jessica Yu     | Lizzy Weiss                                            | 18 de septiembre de 2018  |
| Leigh se da cuenta de que no conoce el código del teléfono de Matt y sigue intentando desbloquearlo. En el grupo de duelo, conoce a otra joven viuda, Becca Urwin, una alegre viuda de guerra que intenta hacerse amiga de Leigh. Después de que Becca llega a Beautiful Beast, Leigh termina molestando accidentalmente a un cliente diferente en un esfuerzo por hacer que Becca se sienta incómoda dejando a Jules para tratar de limpiar su desorden. Después de decirle groseramente a Becca que no quiere su amistad, Leigh lo piensa mejor y se disculpa con ella. Becca revela que su matrimonio fue problemático y mantiene una fachada para agradar a la gente. |              |                                |                |                                                        |                           |
| 4 | 4            | «Visitor»                      | Allison Anders | Terrence Coli                                          | 18 de septiembre de 2018  |
| Mientras corre, Leigh rescata a un perro que vaga por el tráfico. Mientras busca a los dueños del perro, lo apoda Visitante, como un recordatorio para ella y Jules de que el perro es solo un invitado temporal. Visitante desencadena recuerdos del noviazgo temprano de Leigh con Matt cuando confesó por primera vez su depresión y uso de procaz y le presentó a su perro, Rogue. Los recuerdos hacen que Leigh se dé cuenta de que el código de acceso de Matt es la fecha de la muerte de Rogue. Jules crea una nueva clase de gimnasia mientras los planes de Amy de comprar el edificio en el que se encuentra Beautiful Beast y convertirlo en un centro de bienestar, se ven frustrados por un grupo de inversores con una oferta en efectivo para comprar el lugar. |              |                                |                |                                                        |                           |
| 5 | 5            | «17 Unheard Messages»          | James Ponsoldt | Jonathan Igla                                          | 25 de septiembre de 2018  |
| Leigh finalmente puede mirar el teléfono desbloqueado de Matt donde ve múltiples mensajes de voz sin escuchar. En un flashback, vemos que Matt estaba luchando mucho contra la depresión ese verano cuando llegó al máximo de su medicación y necesitaba cambiar a una receta diferente. Los mensajes de voz de Danny post mortem a la izquierda revelan que Matt murió mientras caminaba, y Danny no está seguro de si su muerte fue un accidente o un suicidio. |              |                                |                |                                                        |                           |
| 6 | 6            | «I Want a Party»               | Jamie Babbit   | Elisa Lomnitz Climent                                  | 25 de septiembre de 2018  |
| Para sorpresa de Amy y Jules, Leigh está emocionada y feliz en su cumpleaños y decide que quiere celebrar la ocasión con una gran fiesta, invitando a más de 600 de sus amigos de Facebook. Antes de la fiesta, intenta recuperar su columna de consejos y se entera de que el escritor que la reemplazó ha hecho que la columna se vuelva viral varias veces. A pesar de pedir que la fiesta esté sobria, muchas personas traen alcohol, lo que hace que Jules tenga dificultades. Un compañero de clase de Leigh en la escuela secundaria, el Schwab, llega y golpea a Amy después de revelar que siempre estuvo enamorado de ella. Mientras tanto, Leigh se enfrenta a uno de sus mejores amigos que desapareció cuando Matt murió y trata de obligar a Danny a admitir que Matt probablemente se suicidó. |              |                                |                |                                                        |                           |
| 7 | 7            | «I Hate Chess»                 | Rose Troche    | Historia: Danielle Henderson Guion: Destra Tedros Reff | 2 de octubre de 2018      |
| Leigh quiere saber más sobre Matt y su depresión. Creyendo que su infancia, de la que nunca habló, tiene las respuestas al origen de su depresión, se pone en contacto primero con Danny y luego con su suegra Bobby para buscar respuestas. Sus suposiciones sobre Matt y su relación con su padre les dan la vuelta. Jules lucha con el cuarto paso de Alcohólicos Anónimos y encuentra un sorprendente consuelo con la segunda esposa del padre de Leigh, Sabrina. |              |                                |                |                                                        |                           |
| 8 | 8            | «A Widow Walks Into a Wedding» | Hannah Fidell  | Corina Maritescu                                       | 2 de octubre de 2018      |
| Leigh, Jules y Danny asisten a la boda de su amigo Drew. Un día que ya es difícil, rápidamente se tuerce cuando Leigh se encuentra con el florista que hizo los centros de mesa para su boda y miente que Matt está fuera de la ciudad en lugar de revelar que está muerto. Leigh termina saliendo de la ceremonia, pero Danny la convence de que regrese. Mientras tanto, Amy y Richard se juntan para hablar sobre la sorprendente amistad de Jules y Sabrina con extraños resultados. |              |                                |                |                                                        |                           |
| 9 | 9            | «Welcome to Palm Springs»      | Azazel Jacobs  | Lizzy Weiss                                            | 9 de octubre de 2018      |
| Leigh descubre que su padre y Sabrina le regalaron una escapada en Palm Springs. Buscando evitar a Danny después de compartir un momento íntimo en la boda de Drew, Leigh decide huir de sus problemas y pasa el fin de semana en el hotel. Mientras está allí, ella termina coqueteando con un hombre que dice ser el dueño del hotel mientras Leigh finge ser una ladrona de joyas internacional. |              |                                |                |                                                        |                           |
| 10 | 10           | «The Penguin and the Mechanic» | James Ponsoldt | Kit Steinkellner                                       | 9 de octubre de 2018      |
| Leigh se molesta cuando no puede recordar un chiste que le contó Matt. Cuando confía en Becca en el grupo, Becca le aconseja que vaya donde están los recuerdos. Leigh va a su antiguo apartamento donde el nuevo inquilino le entrega el correo que incluye las pruebas de la novela gráfica de Matt. Cuando Leigh descubre que el editor todavía está interesado en publicar la novela gráfica de Matt, siempre que se les dé el final, Leigh solicita la ayuda de Danny para encontrar las notas o bocetos que Matt dejó. En el curso de su investigación, Danny y Leigh descubren cosas nuevas sobre la línea de tiempo de la muerte de Matt que lleva a más desacuerdos entre ellos. |              |                                |                |                                                        |                           |

### Temporada 2 (2019)
| N.º en serie | N.º en temp. | Título                         | Dirigido por      | Escrito por       | Fecha de emisión original |
| --- | ------------ | ------------------------------ | ----------------- | ----------------- | ------------------------- |
| 11 | 1            | «Middle Finger, Thumbs Up»     | Azazel Jacobs     | Kit Steinkellner  | 1 de octubre de 2019      |
| Leigh intenta seguir adelante con su vida, lo que lleva a una confrontación con Danny, quien ha realizado cambios radicales en su vida.                          |              |                                |                   |                   |                           |
| 12 | 2            | «I'm Here»                     | Chinonye Chukwu   | Etan Frankel      | 1 de octubre de 2019      |
| Leigh se vuelve hacia Amy en busca de una nueva y sorprendente forma de conectarse con Matt. Danny se ve impulsado a correr un gran riesgo por un total extraño. |              |                                |                   |                   |                           |
| 13 | 3            | «What's Wrong With Your Chest» | Ry Russo-Young    | Sheila Callaghan  | 1 de octubre de 2019      |
| Una sesión de terapia familiar sacude el mundo de Leigh, Jules y Amy, lo que lleva a una cena de Navidad que la familia Shaw nunca olvidará.                     |              |                                |                   |                   |                           |
| 14 | 4            | «Mr. Greer»                    | Hanelle Culpepper | Charles Yu        | 8 de octubre de 2019      |
| Leigh y Danny tienen diferentes experiencias al regresar a la escuela de Matt para un evento conmemorativo.                                                      |              |                                |                   |                   |                           |
| 15 | 5            | «Norway»                       | James Ponsoldt    | Kit Steinkellner  | 15 de octubre de 2019     |
| Danny lleva a Leigh a dar un paseo nocturno. Jules encuentra una conexión sorprendente con el aliado más improbable.                                             |              |                                |                   |                   |                           |
| 16 | 6            | «Weird Day»                    | Rose Troche       | Corina Maritescu  | 22 de octubre de 2019     |
| Leigh va a su primera cita desde que Matt murió. Jules aparece en el lugar equivocado para que A la lleve a una aventura.                                        |              |                                |                   |                   |                           |
| 17 | 7            | «Thirty Years»                 | Jenée LaMarque    | Kimberly Ndombe   | 29 de octubre de 2019     |
| Leigh y Danny hacen un viaje por carretera, lo que los obliga a confrontar sus sentimientos sobre Matt… y entre ellos.                                           |              |                                |                   |                   |                           |
| 18 | 8            | «Drumroll, Please»             | Millicent Shelton | Nathan Alan Davis | 5 de noviembre de 2019    |
| Leigh y Danny descubren nuevas y peligrosas fallas en su dinámica, mientras se ponen a prueba los sentimientos de Jules por Tommy.                               |              |                                |                   |                   |                           |
| 19 | 9            | «The Whale»                    | Kat Candler       | Sheila Callaghan  | 12 de noviembre de 2019   |
| Danny tiene pesadillas con su hermano, Leigh no puede escribir su ensayo hasta que no le sepa la verdad. Tommy obliga a Joules a enfrentarse a su miedo.         |              |                                |                   |                   |                           |
| 20 | 10           | «I'm Still Here»               | James Ponsoldt    | Kit Steinkellner  | 19 de noviembre de 2019   |

## Producción

### Desarrollo
Alrededor de 2013, la dramaturga Kit Steinkellner ideó inicialmente la serie después de componer una muestra de escritura que se inspiró en una noche en la que pensó que algo terrible le había sucedido a su esposo. Ella procedió a enviar ese escrito a Robin Schwartz, un ejecutivo de programación de la productora Big Beach, a quien le gustó el concepto de Steinkellner y le pidió a su borrador un guion completo. En 2014, la producción se instaló en Showtime, luego bajo el título Widow, donde languideció en el proceso de desarrollo durante los años siguientes. Con el tiempo, Big Beach pudo extraer la serie de la red y comenzó a venderla en varios servicios de transmisión y redes de televisión por cable de pago.
El 9 de febrero de 2018, se anunció que Facebook le había dado a la producción un pedido directo de serie para una primera temporada que constaba de diez episodios. Steinkellner fue la productora ejecutiva de la serie junto a Schwartz, Elizabeth Olsen, Lizzy Weiss, James Ponsoldt, Marc Turtletaub, Peter Saraf, Cynthia Pett, Brad Petrigala y Jon Liebman. Además, se esperaba que Weiss actuara como showrunner de la serie, Ponsoldt como director de múltiples episodios y Avy Kaufman como director de casting de la serie. Entre las empresas productoras que estaban programadas para participar en la serie se encontraba Big Beach TV, una filial de la compañía cinematográfica independiente Big Beach.
El 1 de marzo de 2018, se anunció que la serie había sido retitulada Sorry for Your Loss y se reveló su premisa central. El 3 de agosto de 2018, se informó que la serie se estrenaría el 18 de septiembre de 2018. El 13 de diciembre de 2018, se anunció que la serie había sido renovada para una segunda temporada.

### Casting

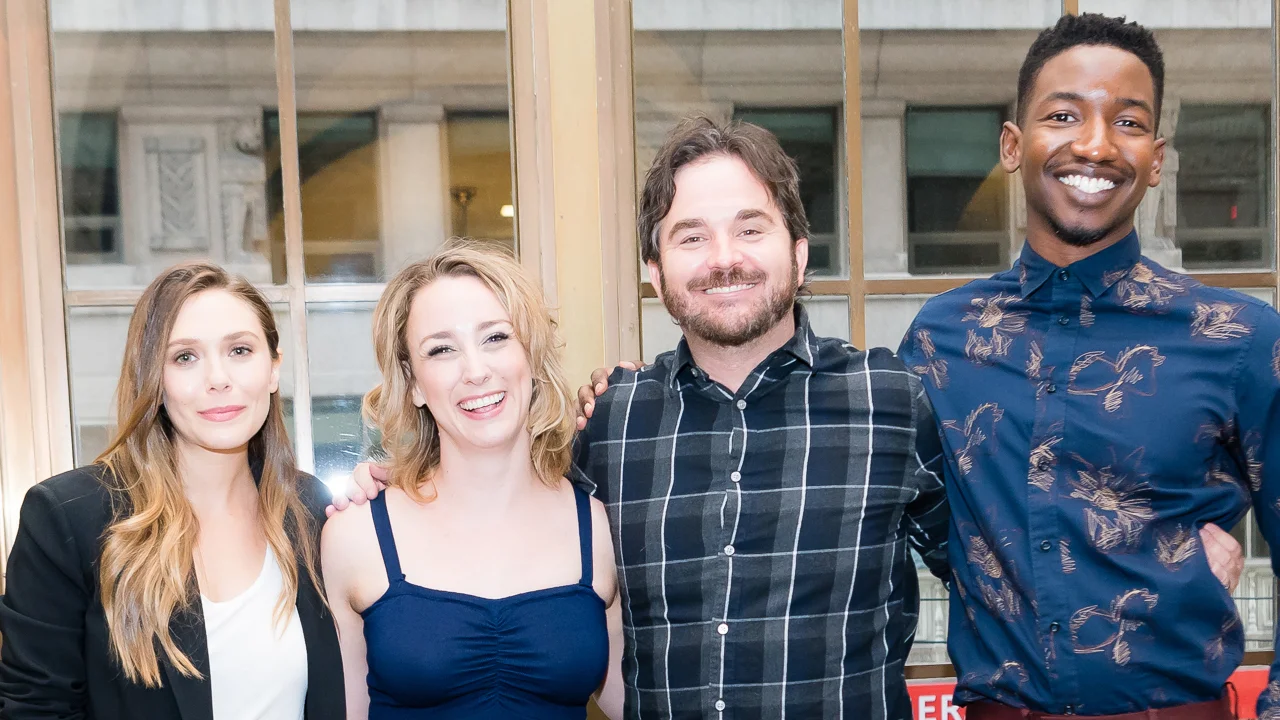
(De izquierda a derecha) La actriz Elizabeth Olsen, la escritora/productora Kit Steinkellner, James Ponsoldt y el actor Mamoudou Athie, entrevistados en el Festival Internacional de Cine de Toronto por Collider en 2018.

Junto con el anuncio del pedido de la serie, se confirmó que Elizabeth Olsen había sido elegida para el papel principal de la serie. El 1 de marzo de 2018, se anunció que Kelly Marie Tran había sido elegida para un papel regular de la serie. Al día siguiente, se informó que Jovan Adepo se había unido al elenco principal y que Janet McTeer y Mamoudou Athie estaban en conversaciones para papeles regulares en la serie. Una semana después, se anunció que McTeer y Athie se habían unido oficialmente al elenco. Zack Robidas que fue recurrente en la primera temporada fue ascendido a regular para la segunda temporada.

### Rodaje
La fotografía principal de la primera temporada comenzó el 18 de abril de 2018 en CBS Studio Center en Los Ángeles. El 1 de junio de 2018, el rodaje tuvo lugar en Altadena, California. El rodaje ocurrió del 5 al 8 de junio de 2018 en el hotel Parker Palm Springs en Palm Springs, California.

## Lanzamiento

### Marketing
El 13 de agosto de 2018, se lanzó una serie de imágenes de "primer vistazo" de la serie. El 28 de agosto de 2018, se lanzó el avance oficial de la serie.

### Estreno
La serie tuvo su estreno mundial en el Festival Internacional de Cine de Toronto de 2018 en Toronto, Ontario, Canadá. Se proyectaron los primeros cuatro episodios de la serie, seguidos de una sesión de preguntas y respuestas con el creador Kit Steinkellner, el director James Ponsoldt y las estrellas Lizzy Olsen y Jovan Adepo como parte de la serie de proyecciones televisivas Primetime del festival.

## Recepción

### Respuesta Crítica
La serie ha recibido una respuesta positiva de los críticos tras su estreno. En el sitio web de agregación de reseñas Rotten Tomatoes, la serie tiene una calificación de aprobación del 93%, con una calificación promedio de 7.58 sobre 10 basada en 30 reseñas. El consenso crítico del sitio web dice: "Totalmente honesto y perspicaz, Sorry For Your Loss aborda un tema delicado, pero con un toque ingenioso". Metacritic, que utiliza un promedio ponderado, asignó a la serie una puntuación de 83 sobre 100 según en 12 críticos, lo que indica "aclamación universal".
En una crítica positiva, Sophie Gilbert de The Atlantic ofreció un elogio efusivo al describir el programa como "el tipo de serie que está instantáneamente tan completamente formada, tan divertida, sincera y desgarradora desde el principio, que casi cuestionas la propiedad emocional de todo". De manera similar, Kevin Fallon de The Daily Beast dijo sobre la serie: "Sorry For Your Loss es una joya de espectáculo. Con un elenco tan impresionante: en Olsen, un Avenger; en Tran, un alumno de Star Wars; en McTeer, una reconocida nominada al Oscar, una serie así de bien ejecutada normalmente sería una entrada destacada en la temporada televisiva de otoño". En otra crítica favorable, Allison Keene de Collider elogió el programa diciendo:"Sorry for Your Loss es una intensa, meditación emocionalmente cruda sobre el dolor. Y, sin embargo, nunca es tan abrumador como fascinante". En una evaluación de aprobación adicional, Melanie McFarland de Salon.com elogió las actuaciones del elenco diciendo: "Los sentimientos de Olsen, Tran y el resto del elenco la captura se presenta como verdadera y natural, más afirmativo que deprimente, un acto de equilibrio difícil de realizar en los dramas más típicos y en los meses más brillantes."
En una evaluación más mixta, Inkoo Kang de Slate criticó la serie diciendo: "Las buenas intenciones y las excelentes actuaciones en general no pueden hacer que Sorry for Your Loss se sume a la suma de sus partes. Su aguda sensibilidad apunta a la escasez de fundamentos, programas relacionados con la pérdida, pero no llega a llenar ese vacío". En una revisión negativa, Ben Travers de IndieWire le dio a la serie una calificación de "C-" y la describió como "poco más que una meditación sobre la muerte, ofreciendo un turgente recordatorio de que el final es ineludible para todos nosotros y puede ser devastador para aquellos que dejamos atrás".

### Premios y nominaciones
| Año  | Premio                            | Categoría                       | Nominado(s)         | Resultado | Ref.   |
| ---- | --------------------------------- | ------------------------------- | ------------------- | --------- | ------ |
| 2019 | Critics' Choice Television Awards | Mejor Actriz en serie dramática | Elizabeth Olsen     | Nominada  | [ 34 ] |
| 2019 | Premios Shorty                    | Mejor serie web                 | Sorry for Your Loss | Nominada  | [ 35 ] |